# Palmarès del Celtic Football Club

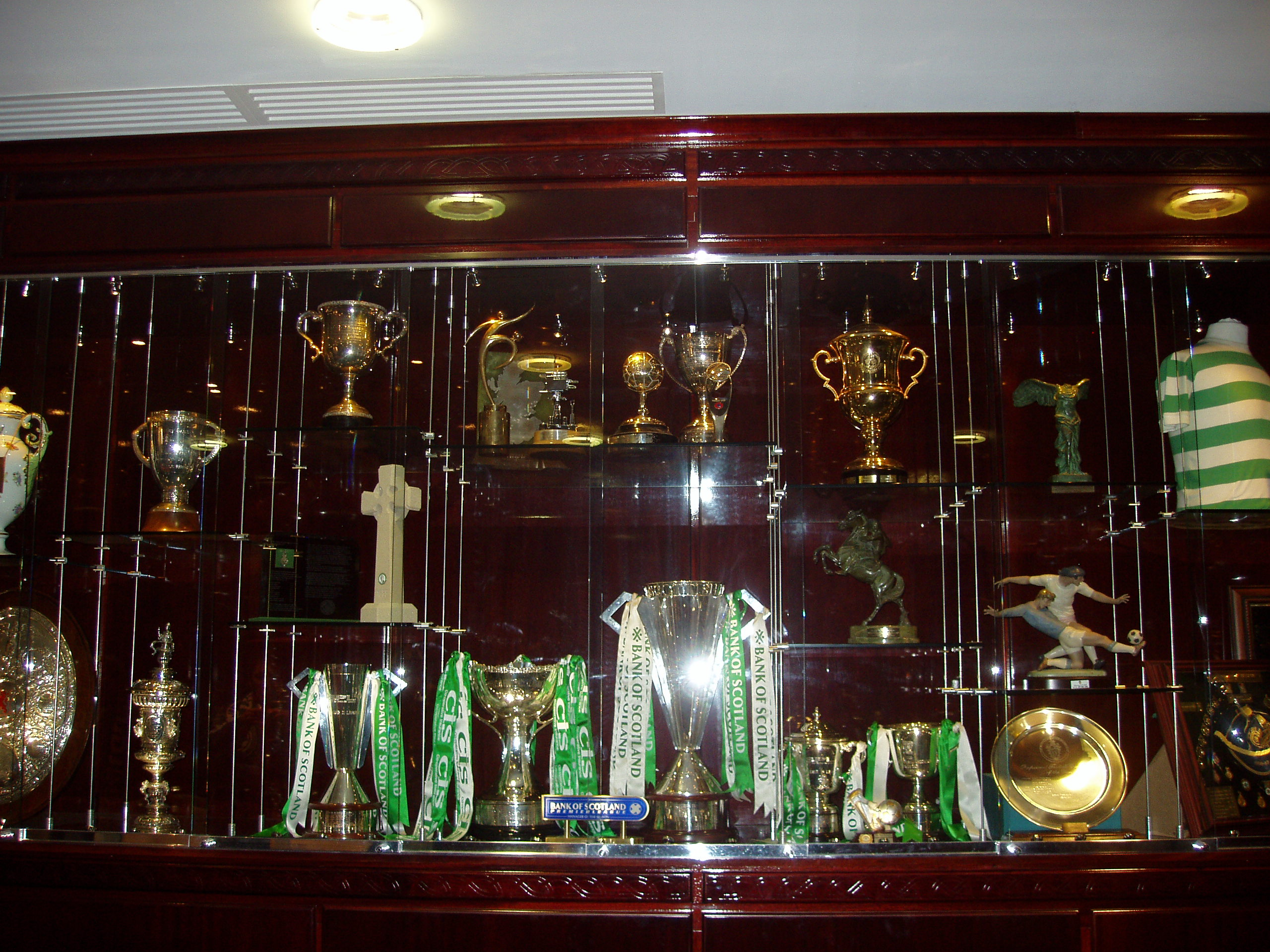
Una sezione della sala dei trofei del Celtic Park. Al centro si trova il trofeo del campionato scozzese. A sinistra, invece, la Coppa di Lega.

Il palmarès del Celtic Football Club, società calcistica scozzese con sede a Glasgow, è uno dei più prestigiosi a livello mondiale. Riporta numerosi trofei nazionali e internazionali sia a livello ufficiale che a livello amichevole. In ambito nazionale, la squadra detiene il record di vittorie della Coppa di Scozia (ben 41 volte), la seconda più antica competizione calcistica del mondo (istituita nel 1873, un anno dopo la Coppa d'Inghilterra, la più antica in assoluto) ma il più antico trofeo di calcio tuttora circolante. A livello internazionale, invece, il trofeo più importante in assoluto è, senza dubbio, la Coppa dei Campioni, vinta dai Lisbon Lions il 25 maggio 1967, contro l'Inter, allo Stadio Nacional di Lisbona. In ordine d'importanza, seguono due trofei molto cari ai tifosi biancoverdi, l'Empire Exhibition Trophy e la Coronation Cup, vinte rispettivamente nel 1938 e nel 1953. Nella sala dei trofei del Celtic Park vengono esibiti anche trofei vinti in competizioni amichevoli, omaggi da parte di altri club durante le competizioni internazionali, ricordi e trofei vinti in partite amichevoli organizzate in omaggio a calciatori famosi ( i Testimonials) e numerosi premi e riconoscimenti, come il BBC Sports Personality Team of the Year Award della BBC, vinto nel 1967, e France Football European Team of the Year Award (la Statuette of Samothrace) della nota rivista France Football, vinto nel 1970. Entrambi i riconoscimenti furono assegnati alla società per sancire il titolo di migliore squadra dell'anno in quelle stagioni. Inoltre, sono di grande prestigio anche i premi Fair Play, sia della FIFA che della UEFA, conferiti alla società per il comportamento esemplare dei tifosi durante l'edizione della Coppa UEFA 2002-2003. Nel 2017, l'anno del 50º anniversario della vittoria della Coppa dei Campioni, alla società è stato conferito il FIFA Fan Award.
Nel 1967 il Celtic è stata la prima squadra britannica ad aggiudicarsi la Coppa dei Campioni/UEFA Champions League, e la prima in Europa a realizzare il Treble, aggiudicandosi il campionato, la coppa nazionale e la Coppa dei Campioni/Champions League (quadruple, se si considera anche la Coppa di lega). In patria, invece, ha conquistato per otto volte il Treble domestico (1967, 1969, 2001, 2017, 2018, 2019, 2020 e 2023), l'unico a farlo per quattro stagioni consecutive, vincendo il campionato e le due coppe nazionali. Anche a livello giovanile, la società ha raccolto successi in tutte le competizioni nazionali di categoria. A livello internazionale, invece, numerose sono state le partecipazioni, e i successi, a tornei vari. Il risultato più prestigioso è stata la vittoria del Blue Stars/FIFA Youth Cup, nel 1986.

## Competizioni nazionali
- Campionato scozzese: 55

1892-1893, 1893-1894, 1895-1896, 1897-1898, 1904-1905, 1905-1906, 1906-1907, 1907-1908, 1908-1909, 1909-1910, 1913-1914, 1914-1915, 1915-1916, 1916-1917, 1918-1919, 1921-1922, 1925-1926, 1935-1936, 1937-1938, 1953-1954, 1965-1966, 1966-1967, 1967-1968, 1968-1969, 1969-1970, 1970-1971, 1971-1972, 1972-1973, 1973-1974, 1976-1977, 1978-1979, 1980-1981, 1981-1982, 1985-1986, 1987-1988, 1997-1998, 2000-2001, 2001-2002, 2003-2004, 2005-2006, 2006-2007, 2007-2008, 2011-2012, 2012-2013, 2013-2014, 2014-2015, 2015-2016, 2016-2017, 2017-2018, 2018-2019, 2019-2020, 2021-2022, 2022-2023, 2023-2024, 2024-2025
- Coppa di Scozia: 41  (record)

1891-1892, 1898-1899, 1899-1900, 1903-1904, 1906-1907, 1907-1908, 1910-1911, 1911-1912, 1913-1914, 1922-1923, 1924-1925, 1926-1927, 1930-1931, 1932-1933, 1936-1937, 1950-1951, 1953-1954, 1964-1965, 1966-1967, 1968-1969, 1970-1971, 1971-1972, 1973-1974, 1974-1975, 1976-1977, 1979-1980, 1984-1985, 1987-1988, 1988-1989, 1994-1995, 2000-2001, 2003-2004, 2004-2005, 2006-2007, 2010-2011, 2012-2013, 2016-2017, 2017-2018, 2018-2019, 2019-2020, 2022-2023
- Coppa di Lega scozzese: 22

1956-1957, 1957-1958, 1965-1966, 1966-1967, 1967-1968, 1968-1969, 1969-1970, 1974-1975, 1982-1983, 1997-1998, 1999-2000, 2000-2001, 2005-2006, 2008-2009, 2014-2015, 2016-2017, 2017-2018, 2018-2019, 2019-2020, 2021-2022, 2022-2023, 2024-2025

### Competizioni nazionali minori
- St.Mungo Cup[4][5]

1951

## Competizioni regionali
- Glasgow Cup: 29 (interrotta nel 1989 e ripristinata nel 2008 per le rappresentative under18)

1891, 1892, 1895, 1896, 1905, 1906, 1907, 1908, 1910, 1916, 1917, 1920, 1921, 1927, 1928, 1929, 1931, 1939, 1941, 1949, 1956, 1962, 1964, 1965, 1967, 1968, 1970, 1975*, 1982
(*L'edizione del 1975 è in condivisione con i Rangers dopo il pareggio per 2-2 in finale)
- Glasgow Merchants Charity Cup: 28

1892, 1893, 1894, 1895, 1896, 1899, 1903, 1905, 1908, 1912, 1913, 1914, 1915, 1916, 1917, 1918, 1920, 1921, 1924, 1926, 1936, 1937, 1938, 1943, 1950, 1953, 1959, 1961*
(*L'edizione del 1961 è in condivisione con il Clyde dopo il pareggio per 1-1 in finale)
- Glasgow North Eastern Cup: 2[6]

1888-1889, 1899-1890
- Glasgow Football League: 1[7][8]

1898-1899
- Inter City Football League: 1[9]

1899-1900
- Navy and Army War Fund Shield [10]

1918

## Competizioni internazionali
- Coppa dei Campioni/UEFA Champions League: 1  (record scozzese)

1966-1967
- British League Cup [5]

1902
- Empire Exhibition Trophy[5]

1938
- Coronation Cup[5]

1953

## Competizioni giovanili

### Competizioni nazionali
- Scottish Youth Cup: 15

1983-1984, 1986-1987, 1988-1989, 1995-1996, 1996-1997, 1998-1999, 2002-2003, 2004-2005, 2005-2006, 2009-2010, 2010-2011, 2011-2012, 2012-2013, 2014-2015, 2016-2017
- SPFL Development League: 12 (In precedenza SFL Youth/SPL U18/U19 league)[11]

1995, 2000, 2003, 2004, 2005, 2006, 2010, 2011, 2012, 2013, 2014, 2016
- Glasgow Cup: 7 (dal 2008 per le rappresentative under-18)

2008, 2011, 2014, 2015, 2016, 2017, 2019

### Competizioni internazionali
- Blue Stars/FIFA Youth Cup: 1

1986
- HKFC Soccer Sevens: 1

2009
- Foyle Cup: 2

2015, 2016
- SuperCup NI Challenge Trophy:1

2018

## Altri piazzamenti
- Campionato scozzese:

Secondo posto: 1891-1892, 1894-1895, 1899-1900, 1900-1901, 1901-1902, 1911-1912, 1912-1913, 1917-1918, 1919-1920, 1920-1921, 1927-1928, 1928-1929, 1930-1931, 1934-1935, 1938-1939, 1954-1955, 1975-1976, 1979-1980, 1982-1983, 1983-1984, 1984-1985, 1986-1987, 1995-1996, 1996-1997, 1998-1999, 1999-2000, 2002-2003, 2004-2005, 2008-2009, 2009-2010, 2010-2011, 2020-2021
Terzo posto: 1890-1891, 1898-1899, 1903-1904, 1922-1923, 1923-1924, 1926-1927, 1931-1932, 1933-1934, 1936-1937, 1957-1958, 1961-1962, 1963-1964, 1974-1975, 1988-1989, 1990-1991, 1991-1992, 1992-1993
- Coppa di Scozia:

Finalista: 1888-1889, 1892-1893, 1893-1894, 1900-1901, 1901-1902, 1925-1926, 1927-1928, 1954-1955, 1955-1956, 1960-1961, 1962-1963, 1965-1966, 1969-1970, 1972-1973, 1983-1984, 1989-1990, 1998-1999, 2001-2002, 2024-2025
Semifinalista: 1904-1905, 1909-1910, 1928-1929, 1947-1948, 1956-1957, 1958-1959, 1959-1960, 1961-1962, 1980-1981, 1982-1983, 1990-1991, 1991-1992, 1995-1996, 1996-1997, 1997-1998, 2009-2010, 2011-2012, 2014-2015, 2015-2016, 2021-2022
- Coppa di Lega scozzese:

Finalista: 1964-1965, 1970-1971, 1971-1972, 1972-1973, 1973-1974, 1975-1976, 1976-1977, 1977-1978, 1983-1984, 1986-1987, 1990-1991, 1994-1995, 2002-2003, 2010-2011, 2011-2012
Semifinalista: 1951-1952, 1958-1959, 1978-1979, 1980-1981, 1989-1990, 1992-1993, 1993-1994, 2001-2002, 2012-2013, 2015-2016
- Coppa dei Campioni:

Finalista: 1969-1970
Semifinalista: 1971-1972, 1973-1974
- Coppa UEFA:

Finalista: 2002-2003
- Coppa delle Coppe:

Semifinalista: 1963-1964, 1965-1966
- Coppa Intercontinentale:

Finalista: 1967

## Competizioni amichevoli

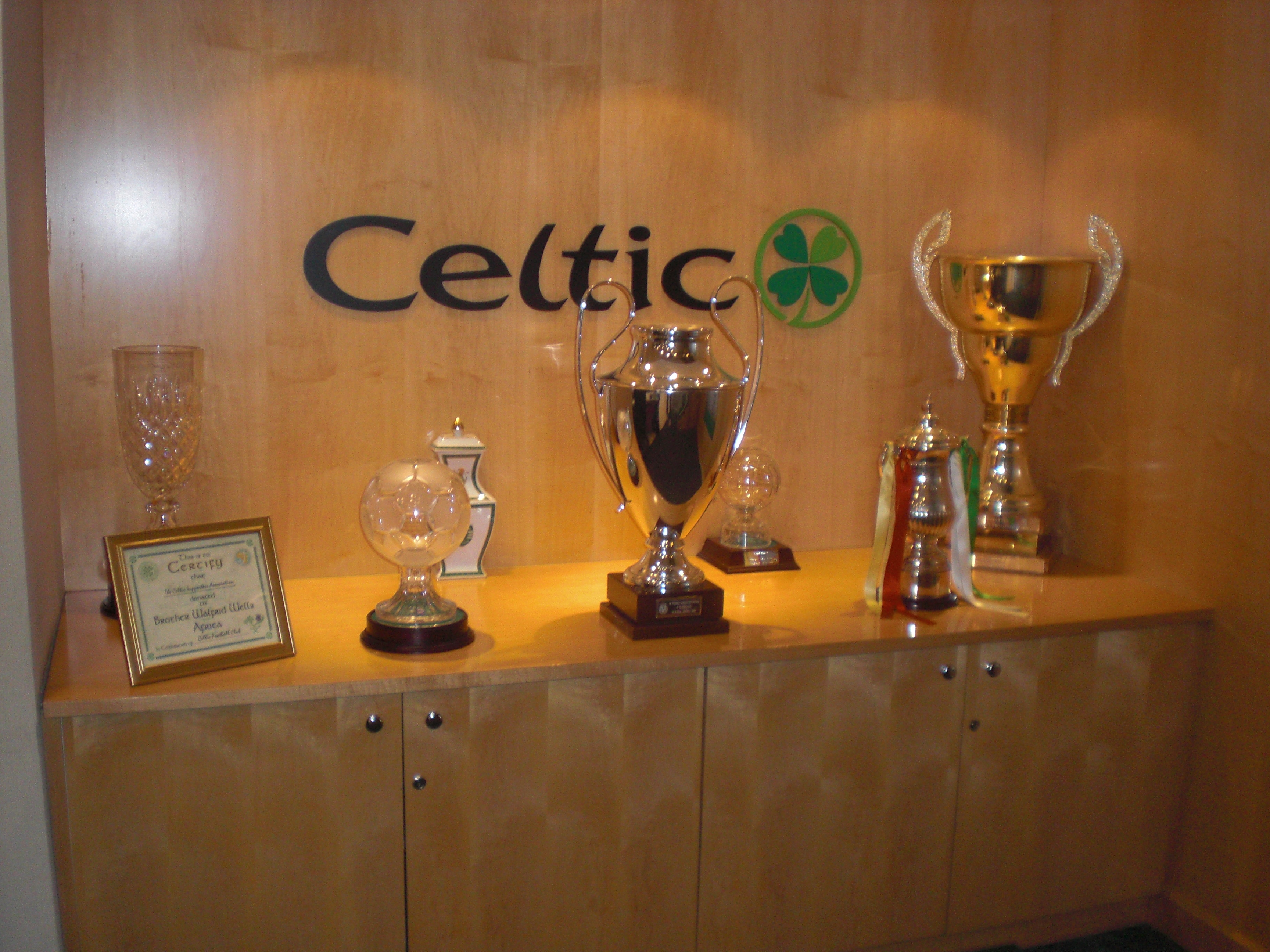
Alcuni dei trofei vinti in competizioni amichevoli.

| - Rangers Benefit Tournament 1902 - Ferencvaros vase/Budapest Cup 1914/1988 - Tournoi Franco-Britannique de Paris 1921 - Victory in Europe Cup 1945 - Dave Kennedy Cup 1951 - Irish Red Cross Cup 1955 - Alfredo Di Stefano Trophy 1967 - CNE Cup of Champions 1968 - Drybrough Cup: 1 1974 - World of Soccer Cup: 1 1977 - Torneo di Rotterdam: 1 1981 - Daily Express Five-a-Side Challenge Cup: 1 1981 - Roy Aitken Testimonial Trophy 1987 - Celtic Centenary Challenge Cup 1988 - Dubai Champions Cup: 1 1989 - Pat Bonner Testimonial Trophy 1991 - Tennents Sixes: 1 1992 |  | - Fairydean Challenge Trophy 1992 - Bord Gàis Challenge Tournament 1992 - Brother Walfrid Kearns Trophy 1994 - Hamilton Cup 1994 - Paul McStay Testimonial Trophy 1995 - Brandy Cup 1999 - Champions World Series: 2 2003, 2004 - Tommy Burns Memorial Trophy 2009 - Translink Cup: 1 2009 - Wembley Cup 2009 - Jock Stein Friendship Cup: 5 2006, 2007, 2008, 2009, 2010 - John Reames Memorial Trophy: 1 2010 - Football at Fenway: 1 2010 - Oxfam Trophy 2011 - Dublin Decider 2013 - Dafabet Cup 2017 - Legends Cup 2024 - Cork Super Cup 2025 - Adidas Trophy 2025 |

## Premi e riconoscimenti
| - Scottish League Commemorative Shield: 1910 - Indian Chief Statue: 1931 - BBC Sports Personality Team of the Year Award: 1 1967 - France Football European Team of the Year Award: 1 1970 - Scottish League Plaque: 1972 - Polar Bear Trophy: 1975 - Real Madrid Silver Cabin: 1980 - FIFA Fair Play Award: 1 2003 - UEFA Fair Play Award: 1 2003 |  | - IFFHS: Squadra mondiale del mese: 3 2002(Novembre), 2003(Agosto), 2012(Agosto) - Barcelona Silver Ball: 2012 - Best Support Technology for Fans: 1 2014 (UK Sports Technology Awards) - Scottish Football Association Platinum Award: 2015 - Champions of Europe Plaque(UEFA): 1 2015 - SFP Facilities Award: 1 2016 - Fan Experience Award: 1 2017 - FIFA Fan Award: 1 2017 - Sunday Mail and sportScotland Team of the Year: 1 2017 |  | - Loving Cup: 2017 - CAFE Award: 2018 |

## Titoli individuali
- Scarpa d'oro: 1

Henrik Larsson: 2001 (35 gol)

## Curiosità
Alcuni trofei custoditi al Celtic Park hanno una storia particolare, per la forma o per la determinata occasione in cui sono stati conquistati.
- British League Cup  (1902)

La British League Cup è stata una competizione tenutasi nel 1902, promossa dai Rangers per raccogliere fondi per il disastro di Ibrox Stadium , in cui 25 persone sono state uccise e 517 feriti . Le squadre che hanno partecipato a questo torneo sono state le vincitrici e seconde classificate dei campionati di Scozia e Inghilterra. Per la Scozia parteciparono i Rangers(campioni nazionali) e il Celtic. Per l'Inghilterra, invece, l'Everton(campione d'Inghilterra) e il Sunderland. Il Celtic trionfò prima 5-1 sul Sunderland, per poi vincere 3-2 in finale contro i Rangers, aggiudicandosi la coppa. Il trofeo messo in palio era stato vinto l'anno precedente dagli stessi Rangers, in un'altra competizione chiamata Glasgow Exhibition Cup
, inserita tra le manifestazioni della Fiera internazionale di Glasgow e a cui presero parte otto squadre dell'allora First Division scozzese. In quella occasione, la finale fu disputata tra le due compagini di Glasgow, e ad avere la meglio furono i Rangers per 3-1. Dopo il trionfo dei biancoverdi, al termine della stagione, gli amministratori dei Rangers richiesero indietro il trofeo. La dirigenza del Celtic rimase sorpresa dalla richiesta, credendo di essere la legittima proprietaria della coppa. Decise quindi di trattenerla nella propria sala dei trofei, ritenendo di averla vinta regolarmente al termine del torneo. Per molto tempo ciò fu causa di rapporti piuttosto freddi con la società di Ibrox Park. Il fatto curioso è che, pur essendo custodito nella bacheca del Celtic Park, sul trofeo vi è inciso WON BY RANGERS.
- Ferencváros Vase/Budapest Cup  (1914/1988)

Questo trofeo fu messo in palio a Budapest in un incontro di beneficenza contro gli inglesi del Burnley Football Club, allo stadio del Ferencváros, il 21 maggio 1914. Originariamente, alla squadra vincitrice dell'incontro sarebbe andato un trofeo d'argento, mentre il ricavato sarebbe stato devoluto in beneficenza. La partita terminò con un pareggio per 1-1. Non essendo previsti i tempi supplementari, le due squadre decisero di rigiocare la sfida in Gran Bretagna, e di mandare il ricavato in Ungheria. Per decidere la sede della rivincita, si ricorse al lancio della moneta. la sorte favorì gli inglesi. La sfida si giocò, quindi, allo stadio Turf Moor di Burnley, in Inghilterra. In questo secondo confronto fu il Celtic ad avere la meglio, battendo gli inglesi per 2-0. Purtroppo, il premio argenteo in palio per la sfida era sparito: in seguito si scoprì che era stato devoluto in beneficenza alla croce rossa ungherese. Solo nel 1988, l'anno del centenario, la dirigenza del Ferencváros decise di rendere omaggio al Celtic con un vaso dalla forma simile ad un trofeo, a memoria dell'evento di 74 anni prima. A tutti gli effetti, quella è considerata la prima "coppa europea" vinta dal club.
- St.Mungo Cup (1951)

La St.Mungo Cup, trofeo dedicato al santo patrono di Glasgow, fu messa in palio in un torneo che rientrava tra gli eventi celebrativi del Festival of Britain del 1951, e coinvolse 14 squadre dell'allora First e Second Division scozzese. In finale il Celtic sconfisse per 3-2 l'Aberdeen. Questa coppa dalle particolari decorazioni, raffiguranti il santo patrono, salvagenti e sirene, non era un trofeo nuovo, bensì di terza mano. Infatti, fu utilizzato nel 1894 per una gara velica. Successivamente, nel 1912 fu adattato a trofeo di calcio per un incontro amichevole tra una selezione della Provan Gas Works(impianto industriale di Glasgow) e una della polizia di Glasgow. Inizialmente, il Celtic chiese un trofeo nuovo. Ma, da allora la stessa coppa occupa un posto di rilievo nella sala trofei del Celtic Park.
- Alfredo Di Stefano Trophy (1967)

Rappresenta l'ultimo pezzo d'argenteria che arrivò al Celtic Park al termine della gloriosa stagione del Celtic nel 1967, quando la squadra accettò l'invito del Real Madrid per una partita amichevole, il 7 Luglio 1967 al Santiago Bernabéu. Tale esibizione venne organizzata in onore del leggendario Alfredo Di Stéfano. L'incontro terminò con il punteggio di 1-0 per il Celtic, grazie ad una rete di Bobby Lennox nel secondo tempo. Al termine dell'incontro, il capitano Billy McNeill dichiarò: È stata una serata fantastica e il gioco è stato molto competitivo. Bobby Lennox ha segnato il gol per noi. Non ci può essere alcun dubbio che possiamo essere chiamati i veri campioni d'Europa.
Il trofeo è costituito da un pallone dorato con inciso lo stemma del Real Madrid, montato su di un piedistallo.
- Polar Bear Trophy (1975) e Real Madrid Silver Cabin  (1980)

Il Polar Bear Trophy fu un omaggio al Celtic da parte della compagine islandese del Valur per celebrare l'incontro dei due club nel primo turno di Coppa delle Coppe del 1975/76. Trattasi di un trofeo piuttosto singolare, costituito da una scultura in pietra raffigurante un orso che divora una foca. Il Real Madrid Silver Cabin, invece, consiste in una cabina d'argento con una croce su una estremità del tetto, montata su quattro gambe d'argento su una base di marmo. Fu donato al Celtic dalla società spagnola del Real Madrid per celebrare il loro primo incontro in una competizione ufficiale, in occasione dei quarti di finale di Coppa dei Campioni del 1979/80.
- Football at Fenway Trophy (2010)

Questo trofeo è stato vinto nell'edizione inaugurale del Football at Fenway, competizione che consiste in un incontro amichevole a cadenza annuale che si tiene a Boston, negli Stati Uniti d'America. L'impianto che ospita l'evento è il Fenway Park, normalmente adibito per partite del campionato di baseball, ma adattato per l'occasione a campo di calcio. Il 21 Luglio 2010, la sfida è tra il Celtic e i portoghesi dello Sporting Lisbona. Al termine dei tempi regolamentari, le due squadre sono sul risultato di 1-1. La seguente lotteria dei rigori favorisce il Celtic, che vince per 6-5 sui portoghesi, aggiudicandosi così il primo Football at Fenway Trophy. Questo trofeo ha una forma del tutto singolare.
Infatti, essendo un incontro di calcio disputato in un impianto per il baseball, è costituito da un cristallo a forma di pallone da calcio, montato su un piedistallo a forma di piatto di casa base.
- Barcelona Silver Ball (2012)

Trattasi di una riproduzione artistica di un pallone da calcio. Fu un regalo del Barcellona per il Celtic durante la celebrazione del suo 125 ° anniversario nel 2012. In quell'anno le due squadre si sono affrontate nella fase a gironi della UEFA Champions League. In quell'occasione il Celtic riuscì ad imporsi per 2-1 sui catalani.